# INTEGRAL
INTEGRAL (de International Gamma Ray Astrophysics Laboratory) es un observatorio orbital de rayos gamma, la radiación electromagnética más energética. Se destaca por ser el primer observatorio que puede captar simultáneamente un objeto en rayos gamma, rayos x y visible, lo que ayuda a detectar las fuentes de rayos gamma. La misión INTEGRAL ha sido desarrollada por la ESA en colaboración con la NASA y la Roscosmos.
Este observatorio espacial fue lanzado usando un cohete Protón ruso, desde el cosmódromo de Baikonur el 17 de octubre de 2002. Tiene una órbita excéntrica que lo lleva a dar una vuelta a la Tierra aproximadamente cada 72 horas.
Los principales objetivos científicos de la misión INTEGRAL son:
- La observación de las poderosas explosiones de rayos gamma, que se cree son debidas al colapso de objetos compactos como estrellas de neutrones o agujeros negros, o bien por la existencia de hipernovas.
- Estudiar estas hipernovas, para determinar la composición química del interior de las estrellas y ayudar a esclarecer el proceso de nucleosíntesis estelar.
- Estudiar las estrellas de neutrones formadas tras las hipernovas, uno de los objetos más densos del universo.
- Estudiar los agujeros negros gigantes que se cree se encuentran en el centro de las galaxias.

Para ello, cuenta con los siguientes instrumentos:
- SPI (Spectrometer on Integral)
- IBIS (Imager on Board the Integral Satellite)
- JEM-X (Joint European X-ray Monitor)
- OMC (Optical Monitoring Camera)

Parte de la nave lleva el mismo diseño que el observatorio de rayos X XMM-Newton, lo que ha permitido abaratar costes. 
INTEGRAL es el observatorio de rayos gamma más avanzado y preciso del momento, así como el mayor peso puesto en órbita por la ESA, unas cuatro toneladas.